# Enjoylder
Enjoylder es la persona que durante su jubilación disfruta del mismo nivel de vida que durante su etapa en activo por haber complementado su pensión mediante el ahorro y la inversión.

## Desarrollo
En España el acceso a la jubilación y sus distintos requisitos los establece la Ley 27/2011 sobre modernización de la Seguridad Social, que ha ido retrasando la edad de jubilación. Asimismo, la revalorización de las pensiones y otras cuestiones sociales se dirimen mediante el diálogo social entre actores (gobierno, sindicatos, patronal) del Pacto de Toledo. Ante la incertidumbre por el deterioro de las pensiones y el progresivo envejecimiento de la población, muchos pensionistas se han manifestado mostrando su inquietud por el futuro.
Según las proyecciones realizadas por el IInstituto Nacional de Estadística, la esperanza de vida en España ha pasado de los 74 años a mediados de los años 90, a los 92 años para el año 2055, lo que afectará de lleno a la generación Y o generación de los mileniales (los nacidos entre 1981 y 1995), y los siguientes, la generación Z, (nacidos entre 1995 y 2005). Según las proyecciones, dichas generaciones disfrutarán de una prolongada etapa de jubilación, que será un tercio de su ciclo vital.
El envejecimiento progresivo de la población en España reduce el número de personas en activo y que cotizan a la Seguridad Social, pues las pensiones de los jubilados las pagan los trabajadores en activo. En 2018 hay dos trabajadores por cada jubilado, pero en 20 años habrá 1.3 y en 2040 la perspectiva es de un trabajador por cada jubilado: la mitad.
Con las cifras publicadas por la Unión Europea, se prevé que la elevada tasa de sustitución en España (porcentaje de la pensión que se cobra en relación con el último sueldo) que en 2018 es el 78, 7%, en el año 2060 no llegará al 50%.
Ante esta situación se promueve el ahorro como una de las soluciones, siguiendo el ejemplo de países con un modelo mixto de pensión pública y fondo privado como en Suecia; ahorro que garantiza el complemento a las pensiones públicas, y que evitará la pérdida de poder adquisitivo de los mayores en el futuro.
El término “enjoylder”, que engloba a estos ahorradores de nuevo cuño, es un anglicismo procedente de la unión de las palabras “enjoy” (disfrutar) y “elder” (mayor); y designa a aquellos ahorradores que consiguen una jubilación satisfactoria sin que se reduzca su poder adquisitivo, siendo éste similar al conseguido durante su etapa de vida laboral activa.
El “enjoylder” se diferencia del frugalista porque éste ha conseguido su retiro mediante un plan de austeridad e inversiones, sin prácticamente haber llegado a cotizar a la Seguridad Social y reduciendo su consumo al máximo; mientras que el enjoylder sí que ha contribuido a la economía social.